# Nguyễn Sỹ Thăng
Nguyễn Sỹ Thăng là một sĩ quan cấp cao trong Quân đội nhân dân Việt Nam, hàm Trung tướng. Ông nguyên là Bí thư Đảng ủy, Chính ủy Quân khu 1.

## Thân thế và sự nghiệp
Ông sinh năm 1958 tại thôn Xuân Cai xã Yên Trung huyện Yên Phong tỉnh Bắc Ninh. 
Ông từng đảm nhiệm chức vụ Chỉ huy trưởng Bộ chỉ huy quân sự tỉnh Bắc Kạn.
Năm 2007, bổ nhiệm giữ chức Chính ủy Quân đoàn 2
Năm 2010, bổ nhiệm giữ chức Phó Chính ủy Quân khu 1
Năm 2011, bổ nhiệm giữ chức Chính ủy Quân khu 1
Ngày 30 tháng 5 năm 2018, ông nghỉ hưu theo chế độ.
Thiếu tướng (2007), Trung tướng (2011)